# Urahou
Urahou (Uruhau) ist ein osttimoresischer Suco im Verwaltungsamt Hatulia B (Gemeinde Ermera).

## Geographie
Vor der Gebietsreform 2015 hatte Urahou eine Fläche von 17,42 km². Nun sind es 17,27 km². Der Suco liegt im Norden des Verwaltungsamts Hatulia B. Südlich befindet sich der Suco Fatubessi, nordöstlich der Suco Lisapat und südwestlich und südöstlich der Suco Mau-Ubo. Im Norden grenzt Urahou an das zur Gemeinde Liquiçá gehörende Verwaltungsamt Liquiçá mit seinen Sucos Açumanu und Leotala. Der Fluss Gleno bildet die Grenze zu Liquiçá. Sein breites Flussbett reicht über die Grenze zu Aculau. An dieser Stelle münden Guradi und Acolaco in den Gleno. Der Acolaco entspringt im westlichen Grenzgebiet zu Fatubessi und folgt hier dem Grenzverlauf bis zu seiner Mündung.
Im Westen liegen zwischen Gleno und Acolaco die Dörfer Hatlailete (Hatulialete) und Laulema, im Norden Dosmagar Kraik und im Südosten Dosmagar, Manuhatu (Manohatu), Urahou, Raimean (Raemean, Lermean, Leimea) und Caiturloa (Caturlau). In Manuhatu gibt es eine Grundschule, die Escola Primaria No. 221 Urahou.
Im Suco befinden sich die sechs Aldeias Caiturloa, Dosmagar, Hatlailete, Laulema, Manuhatu und Raimean.

## Einwohner

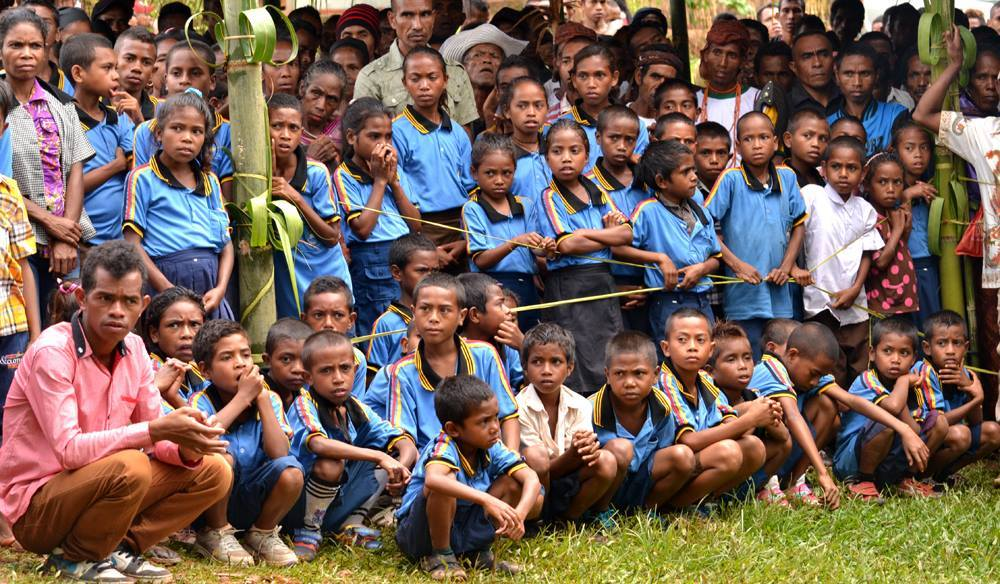
Einwohner von Urahou (2016)

In Urahou leben 4.098 Einwohner (2022), davon sind 2.074 Männer und 2.024 Frauen. Im Suco gibt es 714 Haushalte. Fast 66 % der Einwohner geben Mambai als ihre Muttersprache an. Über 27 % sprechen Tetum Prasa und fast 6 % Tokodede.

## Geschichte
Ende 1979 gab es in Urahou ein Transit Camp, in dem die indonesische Besatzungsmacht osttimoresische Zivilisten internierte.
Während der Unruhen von 1999 operierten zwischen dem 27. Januar und September in der Region die pro-indonesischen Milizen Darah Merah, Aitarak und Pancasila zusammen mit dem indonesischen Militär gegen Befürworter der Unabhängigkeit Osttimors. Zwischen dem 10. und 14. Mai wurden Urahou und andere Sucos in der Region überfallen. 2016 gewann Alberto Soares.
Bei einem Waldbrand am 2. und 3. Oktober 2019 kam es im Suco zu großen Zerstörungen.

## Politik

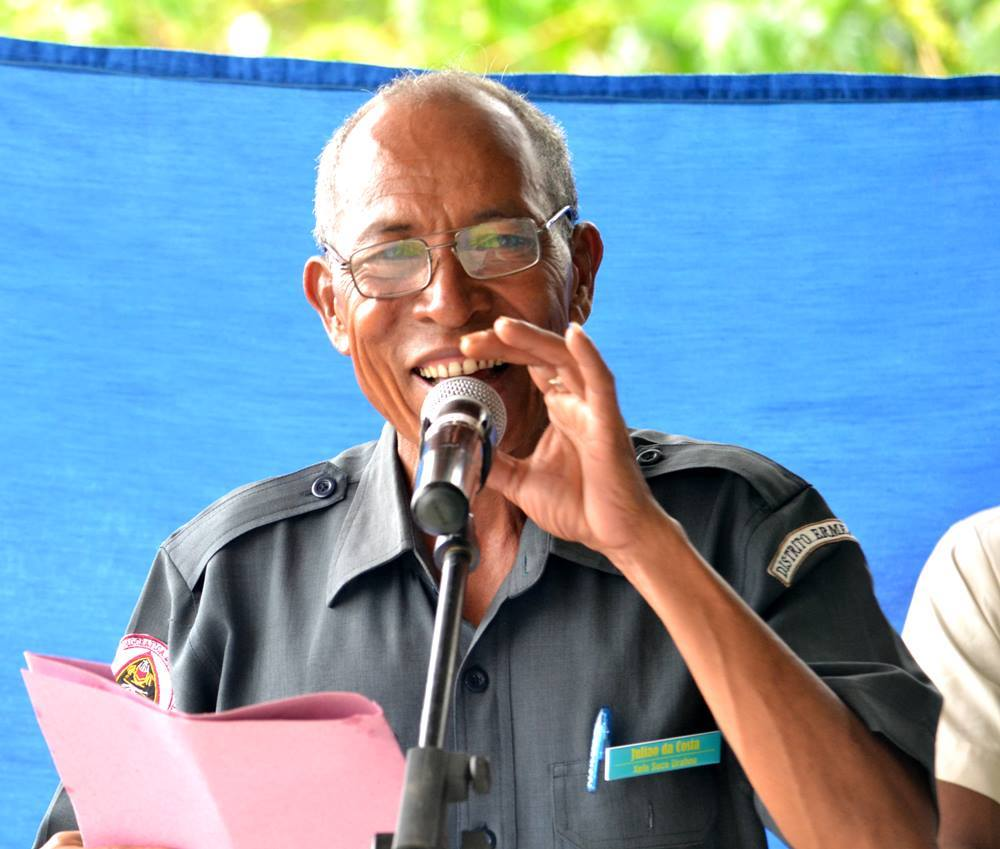
Julio da Costa (2016)

Bei den Wahlen von 2004/2005 wurde Julio da Costa zum Chefe de Suco gewählt und 2009 in seinem Amt bestätigt.